# Hippocampus breviceps
 Hippocampus breviceps és una espècie de peix de la família dels singnàtids i de l'ordre dels singnatiformes.

## Morfologia
Els mascles poden assolir els 15 cm de longitud total.

## Distribució geogràfica
Es troba al sud-oest d'Austràlia.